# بهری ایشکا
بهری ایشکا (آلبانیایی: Bahri Ishka; ۲۷ ژوئن ۱۹۴۴ – ۹ ژانویهٔ ۲۰۰۷) بازیکن و مربی فوتبال اهل آلبانی بود.
از باشگاه‌هایی که در آن بازی کرده‌است می‌توان به باشگاه فوتبال تیرانا اشاره کرد.
وی همچنین در تیم ملی فوتبال آلبانی بازی کرده‌است.